# Livio Sossi
Livio Sossi (Trieste, 18 ottobre 1951 – Trieste, 20 febbraio 2019) è stato un saggista e conduttore radiofonico italiano esperto di letteratura per l'infanzia.

## Biografia
Professore di storia e letteratura per l'infanzia all'Università di Udine  e all'Università del Litorale di Capodistria (Slovenia), fu uno dei più importanti esperti italiani di libri per bambini, grazie alla sua ampia conoscenza di questa specifica branca della letteratura che lo condusse a una poliedrica attività come talent scout, curatore, consulente scientifico e direttore artistico di manifestazioni culturali, concorsi, workshop ed eventi sul mondo dell'illustrazione. Dal 2006 presiedeva la Giuria del Concorso Lucca Junior per Illustratori e Fumettisti, nell'ambito di Lucca Comics & Games. Condusse il programma Dorothy e Alice, relativo alla letteratura per l'infanzia, su Radio Capodistria. La Slovacchia gli conferì la Medaglia d’Oro del Ministero della Cultura per aver favorito la diffusione della letteratura slovacca per l’infanzia in Italia.